# Smart Speaker

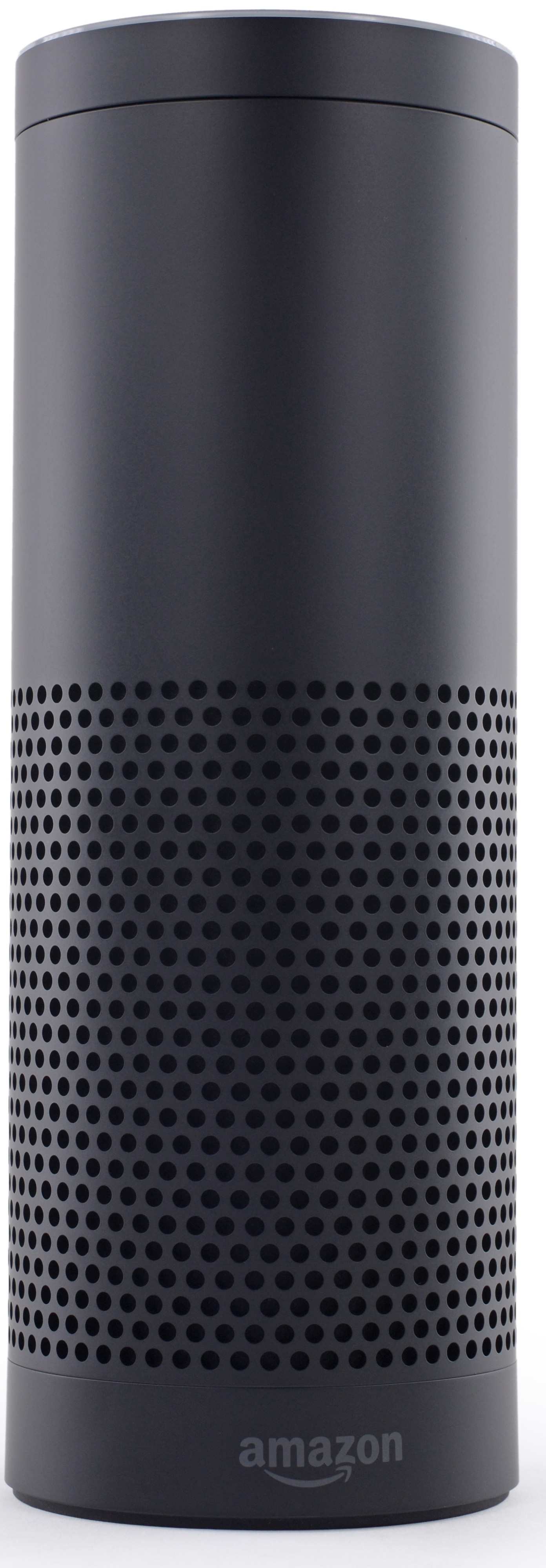
Amazon Echo
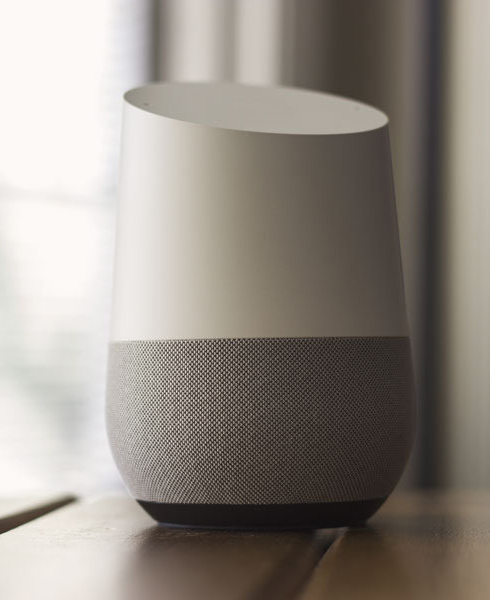
Google Home
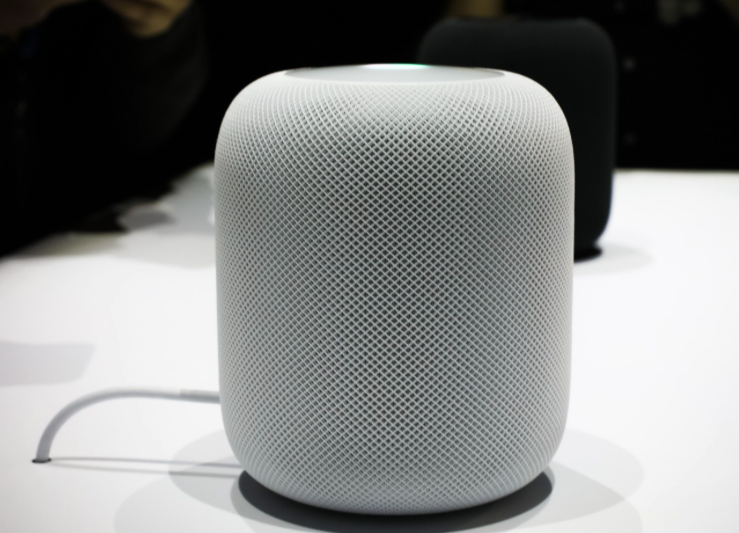
Apple HomePod

Ein Smart Speaker ist ein mit dem Internet verbundener Lautsprecher, der Musik oder Sprache drahtlos überträgt und per eingriffsfreier Sprachsteuerung und Spracherkennung die Funktionen eines intelligenten persönlichen Assistenten (IPA) integriert. Im Deutschen hat sich noch kein einheitlicher Begriff für diese Geräte entwickelt, weshalb auch Lehnübersetzungen wie intelligenter Lautsprecher und vernetzter Lautsprecher gebräuchlich sind. Einer der Bestandteile ist ein Audioverstärker, der das Signal für die integrierten Lautsprecher erzeugt, weshalb Smart Speaker technisch gesehen zu den Aktivboxen gehören.
Die Lautsprecherfunktion wird genutzt zum Abspielen von im lokalen Netz verfügbaren Musik- und Sprachdateien. Ferner dienen Smart Speaker zur Nutzung von Musikstreaming-, Nachrichten-, Podcast- oder sonstigen Audio-Diensten aus dem Internet. Darüber hinaus integrieren die meisten Systeme Smart-Home-Funktionen per WiFi, Bluetooth und ZigBee. Smart Speaker werden seit 2015 in den Vereinigten Staaten verkauft. In Deutschland war der Marktstart der ersten Geräte 2016, in Österreich 2017.

## Verbreitung
Nach Schätzungen waren Ende 2017 weltweit rund 50 Millionen Smart Speaker verkauft, bis Ende 2018 werden weltweit 100 Millionen Geräte erwartet. Mit 200 Millionen Geräten bis Ende 2020 sind Smart Speaker die am schnellsten wachsende Consumer-Technologie. Verkaufszahlen werden nur unvollständig veröffentlicht. Marktforscher erwarten bei Sprachassistenten in vernetzten Lautsprechern für Apples Assistentin Siri bis Ende 2022 10 % Marktanteil, während Google und Amazon jeweils rund ein Drittel des Marktes kontrollieren und für Assistenten unter anderem aus China und Russland künftig rund 20 % Marktanteil bleiben.

## Funktionsweise
Die Geräte sind so konzipiert, dass sie im Bereitschaftsmodus die Sprache zunächst geräteintern verarbeiten und auf ein Signalwort warten. Mittels gesprochener, festgelegter Schlüsselwörter oder durch Drücken der Aktionstaste wird die eigentliche Sprachsteuerung eingeleitet. Im Folgenden überträgt das Gerät dann die im Raum gesprochenen Worte digital über das Internet zum Hersteller, wo versucht wird, die Befehle umzusetzen. Einige Anbieter haben ihre Software offen konzipiert, damit Drittanbieter in Anlehnung an Smartphone-Apps ihre Dienste anbieten können.

## Einsatzszenarien
Nutzer eines Smart Speakers verwenden diesen vor allem, um Musik abzuspielen oder Radio zu hören. 79 Prozent der Nutzer gaben in einer repräsentativen Umfrage 2020 an, ihr Gerät dafür einzusetzen. Es folgte das Einsatzszenario „Geräte im Haushalt steuern“ (74 Prozent der Nutzer taten das). Weitere Einsatzmöglichkeiten folgten mit großem Abstand: 40 Prozent der Nutzer riefen mit dem Smart Speaker Abfahrtszeiten von Bussen und Bahnen ab, 38 Prozent Verkehrsnachrichten, 36 Prozent starteten per Sprache Internetsuchanfragen.

## Geschichte
Sprachsteuerungen verbreiteten sich ab den 2010er Jahren. Als Endgeräte dienten oft Smartphones. Amazon war eines der ersten Unternehmen, die ein marktreifes Endgerät entwickelten, welche ausschließlich für die Nutzung als Endgerät der Sprachsteuerung dient. Ab dem 6. November 2014 war der erste Echo für US-amerikanischen Prime-Mitglieder erhältlich, am 23. Juni 2015 allgemein zu erwerben und ab dem 28. September 2016 auch außerhalb der USA im Handel erhältlich. Google folgte dem Beispiel und verkaufte seine Home-Geräte in den USA ab dem 4. November 2016. In der Folgezeit erschienen weitere Mitbewerber auf dem Markt wie Apple, Alibaba oder Samsung.

## Datenschutz und Privatsphäre
Die Geräte verfügen meist über leistungsfähige Hardware, die die Sprachbefehle mittels mehrerer Mikrofone aufzeichnet. Damit werden auch aus relativ großer Entfernung und bei höherem Hintergrundgeräuschpegel Audioaufnahmen erzeugt, die auf den verarbeitenden Servern wirkungsvoll verarbeitet werden können. Die IPA-Funktion wird erst durch ein Aktivierungskennwort ausgelöst. Solange die Mikrofonfunktion aktiv ist, wird die Umgebung ständig auf dem Gerät abgehört und die letzten Sekunden werden auf dem Gerät aufgezeichnet. Laut Herstellerangaben sind die Mikrofone mit der Stummfunktion hartverdrahtet und ein unerwünschtes Abhören nicht möglich. Dienstbezogene Aspekte siehe auch auf der Seite Intelligenter Persönlicher Assistent. Die Geräte sind meist auf einen IPA festgelegt, entkoppelte Geräte sind erst für 2018 angekündigt. Es gibt Berichte, denen zufolge Amazon an der sprecherspezifischen Erkennung menschlicher Stimmen forscht (Sprecherauthentifizierung).
Aus Sicht der deutschen Datenschutzbeauftragten ist für den Nutzer nicht erkennbar, wie und in welchem Umfang die erfassten Informationen verarbeitet werden. Die Aufnahmen werden nicht im Gerät, sondern beim entsprechenden Anbieter verarbeitet und gespeichert.

## Produkte

### Amazon-Alexa-basierend
- Amazon-Echo-Produktfamilie: Erste Geräte wurden von Amazon ab dem 23. Juni 2015 in den Vereinigten Staaten und ab dem 16. Oktober 2016 in Deutschland verkauft. Die Geräte werden in verschiedenen Größen und Versionen für verschiedene Raumgrößen (Echo Dot, Echo Plus) mit oder ohne Grafikdisplay (Echo Look, Echo Show) angeboten. Amazon-Alexa-basierende Smart Speaker hatten 2017 einen weltweiten Anteil am Markt von geschätzten 69,1 Prozent. 2018 wird der weltweite Anteil aufgrund der zunehmenden Anzahl von Konkurrenzprodukten voraussichtlich auf 50,8 Prozent sinken.[7][veraltet]
- Sonos One
- Hallo Magenta hat neben dem Magenta-Assistant auch Alexa integriert.

### Apple-Siri-basierend
Der Apple HomePod wurde auf der WWDC 2017 vorgestellt und im März 2021 eingestellt. Der kleinere HomePod mini wird von Apple seit November 2020 vertrieben. Für das vierte Quartal 2019 wurde der weltweite Marktanteil des HomePods auf 4,7 Prozent geschätzt.

### Google-Assistant-basierend
Basierend auf dem Google Assistant verkaufte Alphabet Inc. den Smart Speaker Google-Home, der in den Varianten Home, Max und Mini angeboten wurde. Google-Assistant-basierende Smart Speaker hatten 2017 einen Anteil am Weltmarkt von rund 18,1 Prozent, 2018 wurde ein Anteil von 21,6 Prozent erwartet.[veraltet]

### Alibaba
Im Jahr 2017 wurde der Tmall Genie des chinesischen Konzerns Alibaba Group mit dem Sprachassistenten AliGenie veröffentlicht. 2018 wird Alibaba damit voraussichtlich einen weltweiten Anteil am Markt von 6,3 Prozent erreichen.[veraltet]

### Hallo Magenta
Die Deutsche Telekom verkauft seit September 2019 einen eigenen Smart Speaker. Er entstand in Zusammenarbeit mit dem Fraunhofer-Institut für Digitale Medientechnologie und dem französischen Unternehmen Orange.[veraltet]

### Weitere Produkte

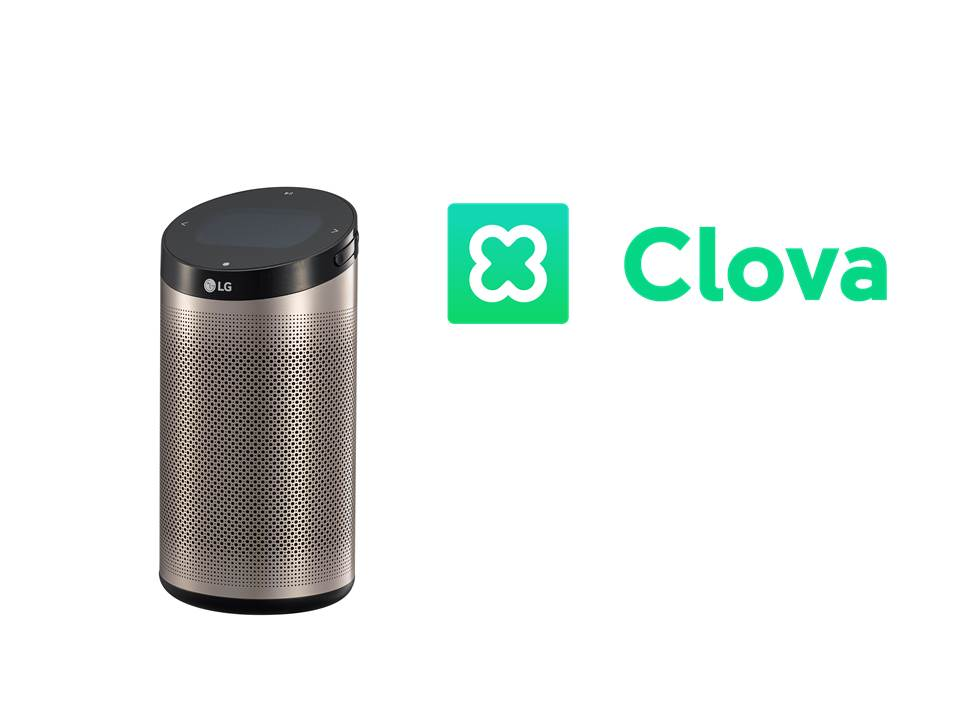
LG Electronics Smart Speaker mit Clova

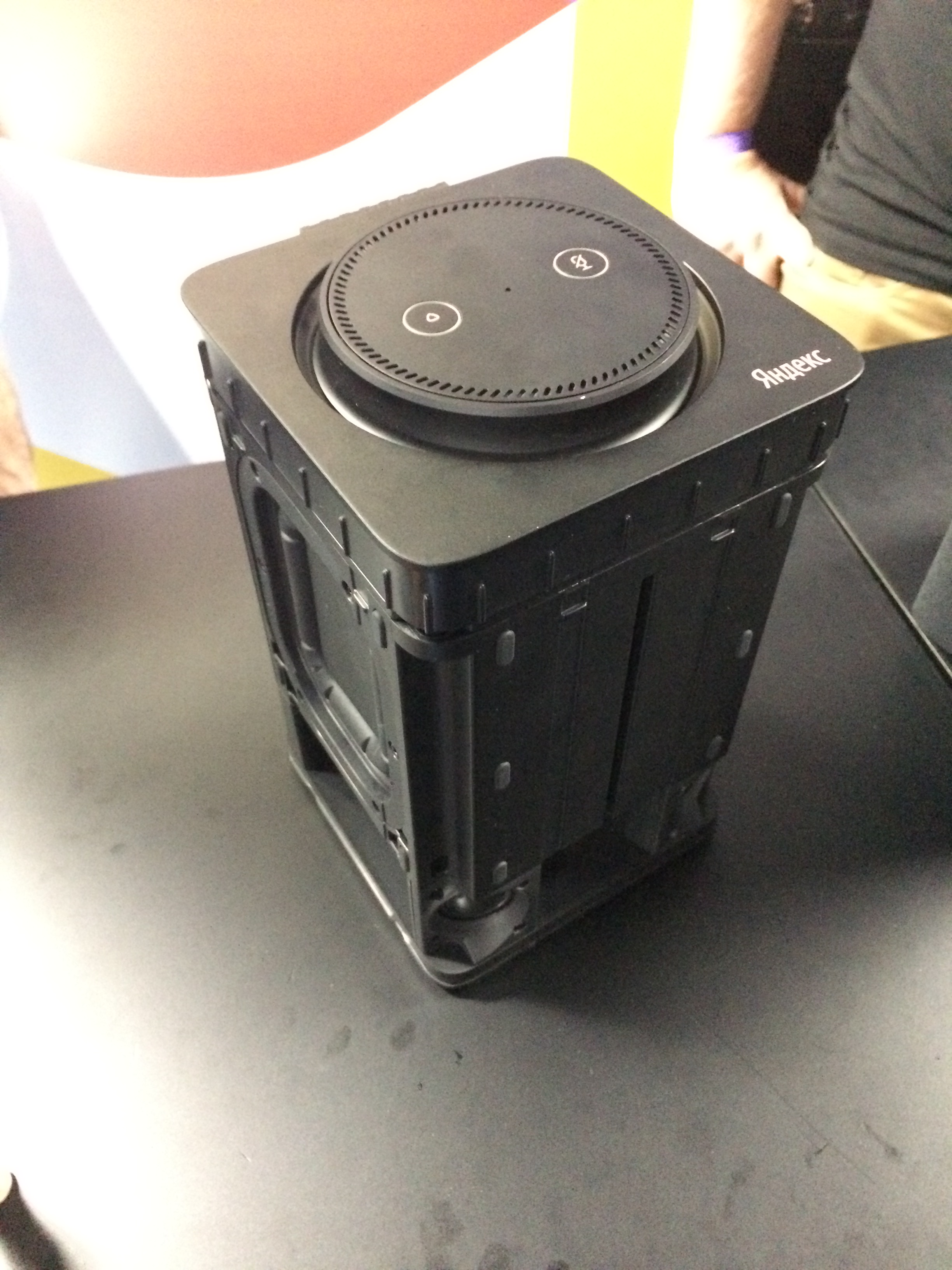
Yandex Station

Ferner sind weitere Smart Speaker im Handel.

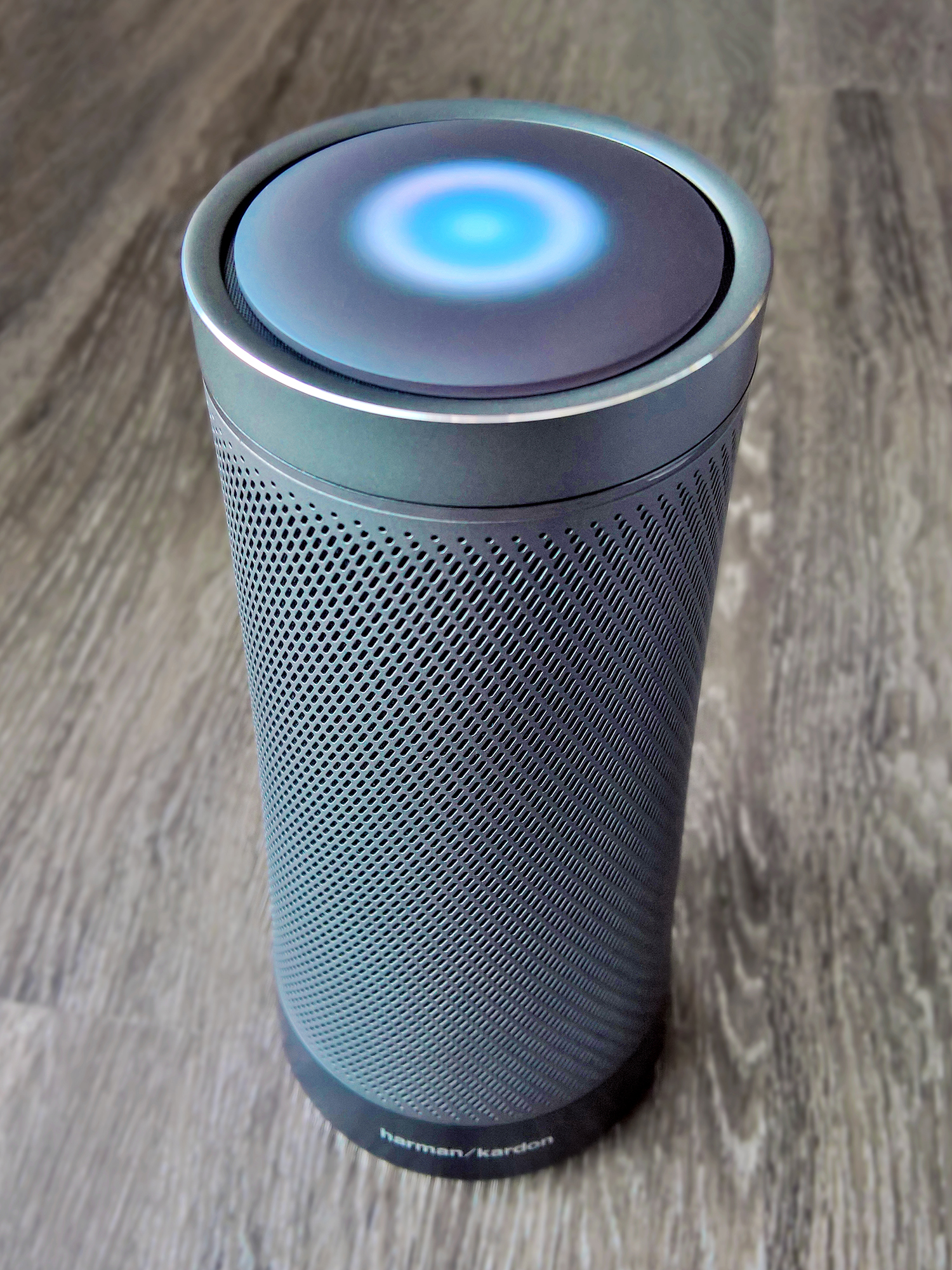
Harman Kardon Invoke

Microsoft-Cortana-basierendMit dem Produkt „Invoke“ von Harman/Kardon reagiert Microsoft auf die Spracherkennungslautsprecher der Produkte von Amazon und Google. „Invoke“ ist zunächst nur in den Vereinigten Staaten erhältlich.
Clova-basierendDas südkoreanische Unternehmen Naver Corporation verkauft die Smart Speaker Friends und Wave, die mit dem Sprachassistenten Clova funktionieren.
BaiduBaidu verkauft unter der Marke Baidu Raven mehrere Smart-Speaker-Modelle.
DingDongIm Rahmen einer Kooperation zwischen den chinesischen Unternehmen JD.com und iFlytek ist der Smart Speaker DingDong im Handel zu erwerben.
YandexDer russische Internetdienstleister Yandex bietet in Russland den Smart Speaker Yandex Station mit dem Sprachassistenten Alice an.

### Angekündigte Produkte
SamsungSamsung hat den Verkauf seines Smart Speakers auf Basis des Sprachassistenten Bixby für die erste Jahreshälfte 2018 angekündigt.[veraltet]
FacebookAuch Meta Platforms (vormals Facebook Inc.) erwog, die Smart Speaker Aloha und Fiona anzubieten, verschob dies aber auf unbestimmte Zeit infolge eines Datenschutzskandals.

## Sonstiges
Laut einer Studie sorgt die Nutzung eines Smart Speakers im Haushalt für einen Rückgang der Nutzung von Smartphones.

### Lehrmaterialien
Die Bildungsinitiative Media Smart e. V. bietet Lehrkräften kostenlose CC-lizenzierte Lehrmaterialien, Informationen, Hilfestellungen und Anregungen, wie sie das Thema „Smart Speaker und Digitale Sprachassistenten“ in ihren Unterricht integrieren können. Das Lehrmaterial wurde mit sehr gut von der Verbraucherzentrale Bundesverband ausgezeichnet.